# Humagne rouge
Pour les articles homonymes, voir Humagne.
L’humagne rouge N,, (substantif féminin) est un cépage noir de cuve du canton du Valais en Suisse. Elle est aussi appelée cornalin d'Aoste et petit rouge en Vallée d'Aoste. Elle dérive du cépage cornalin du Valais (alias « rouge du pays »). Elle fut probablement implantée dans la vallée du Rhône par les Romains.

## Histoire
Signalée dès le Moyen Âge (XIIIe siècle) sous d'autres appellations en Valais, tel le « petit rouge », mais restée longtemps à l’état de traces, l’humagne rouge s’est répandue modestement depuis les années 1970. De récentes recherches génétiques ont montré que l'humagne rouge n'a aucune parenté ampélographique avec l'humagne blanche ; ces mêmes recherches ont montré par contre une identité avec le cornalin d'Aoste, et une origine dans le cornalin du Valais.
La dénomination « humagne rouge » est récente : elle apparaît vers 1900. Elle semble due à une ruse commerciale d'un vigneron valaisan cultivateur d'ouriou ou de petit-rouge à Fully qui, devant l'insuccès de ses ventes, rebaptisa « humagne rouge » ce cépage pour profiter de l'excellente réputation de l'humagne blanche ; en effet, l'humagne blanche est connue comme « vin des seigneurs et évêques », ainsi que comme « vin des accouchées ».
Cépage tardif de troisième époque qui exige les parcelles les mieux exposées, l'humagne rouge donne un vin sauvage et rustique que le temps affine et ennoblit.

## Sources